# Felicia Raschiatore
Felicia Raschiatore (31 dicembre 1961) è un'ex tennista statunitense.

## Carriera
Nei tornei del Grande Slam ha ottenuto il suo miglior risultato agli Open di Francia raggiungendo i quarti di finale di doppio nel 1984, in coppia con la connazionale Camille Benjamin.